# Mémorial Röntgen
Pour les articles homonymes, voir Röntgen.
Le Mémorial Röntgen rend hommage au travail du physicien allemand Wilhelm Röntgen et sa découverte du rayon X avec une exposition d'appareils et d'instruments originaux et de documents historiques.

## Lieu
Le Mémorial Röntgen se trouve dans les couloirs et deux salles de laboratoire du rez-de-chaussée dans l'ancien institut de physique de l'université de Wurtzbourg au Röntgenring 8, dans un bâtiment qui est utilisé aujourd'hui par l'université des sciences appliquées de Wurtzbourg-Schweinfurt. En 1909, la rue Pleicherring est rebaptisée Röntgenring.

## Histoire
Dans la soirée du vendredi 8 novembre 1895, Röntgen découvre dans son laboratoire les rayons X.

## Expositions
Le Mémorial Röntgen donne un aperçu de la physique expérimentale de la fin du XIXe siècle et montre l'appareil de la découverte ainsi que la structure d'une expérience cathodique, à la base de la découverte de Roentgen, et le laboratoire de Röntgen. Dans une autre salle d'exposition, il y a des tubes à rayons X, un appareil de radiographie de 1912 par Siemens ainsi que des documents d'époque. À l'entrée, un film montre le mémorial et le travail de Röntgen. Dans le couloir quelques objets personnels de Röntgen sont exposés pour éclairer son contexte personnel et historique au moment de la découverte.
À l'occasion du 120e anniversaire en 2015, la muséographie est revue.

## Fondation
L'association caritative Kuratorium zur Förderung des Andenkens an Wilhelm Conrad Röntgen in Würzburg e.V. (ou Röntgen-Kuratorium Würzburg e.V.) promeut depuis décembre 1982, la mémoire de Wilhelm Röntgen sur le site de sa découverte des rayons X par la conception, la maintenance et l'entretien du site du Mémorial Röntgen. Le Mémorial Röntgen ouvre le 7 novembre 1985.

## Source de la traduction
- (de) Cet article est partiellement ou en totalité issu de l’article de Wikipédia en allemand intitulé « Röntgen-Gedächtnisstätte » (voir la liste des auteurs).